# Эстес, Роб
Роберт «Роб» Алан Эстес (англ. Robert «Rob» Alan Estes; род. 22 июля 1963 года; Норфолк, Виргиния) — американский актёр, наиболее известный по главным ролям в телевизионных сериалах: Криса Лоренцо в «Шёлковых сетях», Кайла МакБрайда в «Мелроуз Плейс» и Гарри Уилсона в «90210: Новое поколение».

## Карьера
Перед тем, как заняться актёрским ремеслом, Роб учился на каскадёра. Одна из первых ролей актёра — Глен Галлахер в сериале «Дни нашей жизни» (снимался с 1986 по 1987 и 1999 по 2000 года). Вскоре актёр получил роль, прославившую его — сержанта Криса Лоренцо в детективном сериале «Шёлковые сети», где играл главную роль с 1991 по 1995 года вместе со своей партнёршей Митци Кэптче, исполнившую главную женскую роль.
В 1993 году получил гостевую роль Сэта Тоулера в мыльной опере канала «Fox» о современных яппи — «Мелроуз Плейс», однако 3 года спустя авторы вернули актёра в шоу, но создали для него нового персонажа — Кайла МакБрайда, которого Эстес играл с 1996 года и вплоть до закрытия шоу в 1999 году.
Затем последовали гостевые появления в таких шоу, как «Провиденс», «Непредсказуемая Сьюзан», «Закон и порядок: Специальный корпус», «Сумеречная зона». Также Эстес появился в сериале «Девочки Гилмор» — эпизод должен был стать пилотом для спин-оффа, в котором Эстес сыграл бы главную роль вместе с Майло Вентимилья и Шерилин Фенн. Однако проект не был реализован из-за проблем с финансированием..
Попутно Эстес играл в театре — в постановках «В то же время» (2004) и «Озеро» (2005). Сыграл главную роль в телевизионной комедии «Без их согласия», вместе со своей женой Джози Биссетт. Премьера состоялась на канале ABC Family в марте 2005. Вернувшись на телевидение, Эстес сыграл роль Шона Коула в криминальной драме «ABC» под названием «Доказательства». Также сыграл роль Ника Таунсенда, бывшего мужа Наталии Боа Виста в нескольких эпизодах «C.S.I.: Место преступления Майами»; лейтенанта Тома Хогана, бывшего мужа Линдси Боксер в сериале «Женский клуб расследований убийств».
В 2008 году актёр получил главную мужскую роль в молодёжном сериале «90210: Новое поколение» — втором после «Мелроуз Плейс» спин-оффе молодёжной драмы «Беверли-Хиллз, 90210» — это уже третье возвращение актёра во франшизы. Гарри Уилсон — отец главных героев и новый директор «Школы Западного Беверли-Хиллз». Фактически, он единственный мужской персонаж старшего поколения в первом сезоне, представляющего родителей. 20 января 2010 года, после съёмок в двух сезонах шоу, актёр покинул сериал после того, как его агент не смог договориться с продюсерами о новых условиях контракта на третий сезон, включающих увеличение гонорара. За роль Гарри Эстес вместе со своей коллегой Лори Локлин номинировался на премию Teen Choice Awards в категории «Лучшие экранные родители» в 2009 и 2010 годах.
В 2014 году актера можно было увидеть в сериале «Касл», в 2015 — в сериалах «C.S.I.: Место преступления» и «C.S.I.: Киберпространство». В 2017 году Эстес появился в двух сериях проекта «Ночная смена» и в четырёх эпизодах сериала «Дивы дневного эфира».
В 2020 году Эстес сыграл роль Кена Скотта в фильме «После. Глава 2». Эту роль он повторил в третьем, четвёртом и пятом фильме франшизы. Фильмы серии «После» основаны на романах-бестселлерах Анны Тодд.

## Личная жизнь
Эстес учился в старшей школе Санта-Моники, затем окончил университет Южной Калифорнии, где состоял в братстве Alpha-Tau-Omega.
1 мая 1992 года женился на актрисе Джози Биссетт, своей коллеге по сериалу «Мелроуз Плейс». В 2005 году пара рассталась, оставив бывшей жене общий дом в Сиэтле. У пары есть двое детей — сын Мэйсон Тру (родился 21 июля 1999) и дочь Майя Роуз (родилась 14 апреля 2002). В январе 2006 года пара объявила о своих намерениях развестись. Роб Эстес вновь женился на женщине, чьё имя он не называет публично, хотя известно, что по профессии она учительница и любит сёрфинг. Пара живёт в Сиэтле, чтобы быть ближе к детям Роба от первого брака — дети поочерёдно живут по 7 дней у каждого из родителей.

## Фильмография

### Кино
| Кино | Кино                              | Кино                                | Кино             | Кино                   |
| Год  | Название                          | В оригинале                         | Роль             | Примечания             |
| ---- | --------------------------------- | ----------------------------------- | ---------------- | ---------------------- |
| 1988 | Незваный                          | Uninvited                           | Кори             | сразу на видео         |
| 1989 | Война в округе Трэппер            | Trapper Country War                 | Райан Кэссиди    |                        |
| 1989 | Призрак супермаркета: Месть Эрика | Phantom of the Mall: Eric’s Revenge | Питер Болдуин    |                        |
| 1990 | Разноцветный флаг                 | Checkered Flag                      | Майк Риардон     |                        |
| 1992 | Дом на полпути                    | Halfway House                       | Неизвестная роль | короткометражный фильм |
| 1992 | Железный орёл 3: Ассы             | Aces: Iron Eagle III                | Дойл             |                        |
| 2000 | Проект «Нострадамус»              | Nostradamus                         | Майкл Ностранл   |                        |
| 2006 | Как сходить на свидание в Квинсе  | How To Go Out On A Date In Queens   | Арти             |                        |
| 2020 | После. Глава 2                    | After We Collided                   | Кен Скотт        |                        |
| 2021 | После. Глава 3                    | After We Fell                       | Кен Скотт        |                        |
| 2022 | После. Долго и счастливо          | After Ever Happy                    | Кен Скотт        |                        |
| 2023 | Моё прекрасное несчастье          | Beautiful Disaster                  | Бенни            |                        |
| 2023 | До встречи на Венере              | See You on Venus                    | отец Кайла       |                        |
| 2023 | После. Навсегда                   | After Everything                    | Кен Скотт        |                        |

### Телевидение
| Телевидение | Телевидение                                  | Телевидение                                               | Телевидение                         | Телевидение                                             |
| Год         | Название                                     | В оригинале                                               | Роль                                | Примечания                                              |
| ----------- | -------------------------------------------- | --------------------------------------------------------- | ----------------------------------- | ------------------------------------------------------- |
| 1986        | Каникулы на CBS: Специальный выпуск          | CBS Schoolbreak Special                                   | Билли                               |                                                         |
| 1986        | Дни нашей жизни                              | Days Of Our Lives                                         | Гленн Галлахер                      | эпизоды 1986—1987 и 1999—2000 годов                     |
| 1987        | Обмен учащимися                              | Student Exchange                                          | Бич                                 | телевизионный фильм                                     |
| 1988        | Моя сестра Сэм                               | My Sister Sam                                             | Неизвестная роль                    | эпизод «The Wrong Stuff»                                |
| 1988        | Идеальные люди                               | Perfect People                                            | Монти                               | телевизионный фильм                                     |
| 1988        | Саймон и Саймон                              | Simon & Simon                                             | Джон Ченнинг                        | 1 эпизод                                                |
| 1989        | Удал молнии                                  | Thunderboat Row                                           | Неизвестная роль                    | телевизионный фильм                                     |
| 1989        | Джамп Стрит, 21                              | 21 Jump Street                                            | Дэррил                              | эпизод «Say It Ain’t So, Pete»                          |
| 1989        | Молодые наездники                            | The Young Riders                                          | Кёрли                               | эпизод «A Good Day to Die»                              |
| 1991        | Зорро                                        | Zorro                                                     | Монти                               | эпизод «The New Zorro»                                  |
| 1991        | Шёлковые сети                                | Silk Stalkings                                            | Сержант Крис Лоренцо                | 100 эпизодов                                            |
| 1992        | Как настоящие леди справляются с трудностями | Lady Against The Odds                                     | Мартин Андерсон                     | телевизионный фильм                                     |
| 1994        | Умри со мной                                 | Come Die with Me: A Mickey Spillane’s Mike Hammer Mystery | Майк Хаммер                         | телевизионный фильм                                     |
| 1996        | Стойкие сердца                               | Bullet Hearts                                             | Кэлвин Пауэрс                       | телевизионный фильм                                     |
| 1996        | Мелроуз Плейс                                | Melrose Place                                             | Сэм Таулер / Кайл МакБрайд (2 роли) | сезоны 1-2 (1993) / сезоны 5-7 (1996—1999), 96 эпизодов |
| 1996        | Сладкий соблазн                              | Sweet Temptation                                          | Билли Стоун                         | телевизионный фильм                                     |
| 1996        | Потеря невинности                            | A Loss of Innocence                                       | Эрик Эриксон                        | телевизионный фильм                                     |
| 1997        | Рядом с опасностью                           | Close To Danger                                           | Адам                                | телевизионный фильм                                     |
| 1998        | Тёмный дождь                                 | Terror In The Mall                                        | Глен Савой                          | телевизионный фильм                                     |
| 1999        | Достичь недостижимого                        | Outreach                                                  | Доктор Джо Купер                    |                                                         |
| 1999        | Непредсказуемая Сюзан                        | Suddenly Susan                                            | Оливер Брауни                       | 20 эпизодов                                             |
| 2000        | Гонки во времени                             | The Man Who Used To Be Me                                 | Сэм                                 | телевизионный фильм                                     |
| 2000        | Провиденс                                    | Providence                                                | Джон Хэмминг                        | 7 эпизодов                                              |
| 2001        | Тикивилль                                    | Tikiville                                                 | Неизвестная роль                    |                                                         |
| 2002        | Дом храбрости                                | Home of the Brave                                         | Джек Бриггс                         | телевизионный фильм                                     |
| 2002        | Флагман меняет курс                          | Counterstrike                                             | Агент Томас Келлогг                 | телевизионный фильм                                     |
| 2002        | Сумеречная зона                              | The Twilight Zone                                         | Scott Turner                        | 1 эпизод                                                |
| 2003        | Закон и порядок: Специальный корпус          | Law & Order: Special Victims Unit                         | Дн Хоффман                          | эпизод «Desperate»                                      |
| 2003        | Девочки Гилмор                               | Gilmore Girls                                             | Джимми                              | эпизоды «Say Goodnight, Gracie» и «Here Comes the Son»  |
| 2005        | Футбольные мамаши                            | Soccer Moms                                               | Эд                                  | телевизионный фильм                                     |
| 2005        | Без их согласия                              | I Do, They Don’t                                          | Джим Барбер                         | телевизионный фильм                                     |
| 2006        | Доказателства                                | The Evidence                                              | Шон Коул                            | 8 эпизодов                                              |
| 2006        | C.S.I.: Место преступления Майами            | CSI: Miami                                                | Ник Таунсенд                        | 4 эпизода                                               |
| 2007        | Женский клуб расследований убийств           | Women’s Murder Club                                       | Том Хоган                           | 13 эпизодов                                             |
| 2008-2010   | 90210: Новое поколение                       | 90210                                                     | Гарри Уилсон                        | главная роль, 46 эпизодов                               |
| 2010-2011   | На краю сада                                 | Edge Of The Garden                                        | Брайан                              | телевизионный фильм                                     |
| 2014        | Касл                                         | Castle                                                    | Джулиан                             | 1 эпизод (6 сезон 14 серия)                             |